# كريس جونز (مصور)
كريس جونز (بالإنجليزية: Chris Johns)‏ هو مصور أمريكي، ولد في 1 أبريل 1951 في ميدفورد في الولايات المتحدة.